# Nils Royen
Nils Theodor Royen, född 15 augusti 1880 i Motala, död 25 april 1954 i Stockholm, var en svensk ingenjör.
Nils Royen var son till sjökaptenen Ole Royen. Han genomgick Chalmers tekniska läroanstalt 1897–1901. Han var konstruktör vid olika företag i Norrköping, Gävle och Stockholm 1901–1907 samt vid Stockholms stads byggnadskontor 1907–1913, broingenjör och arbetsledare vid Kockums Mekaniska Verkstad i Malmö 1913–1915 och förste ingenjör vid Henrik Kreügers och Otto Lintons konstruktionsbyrå i Stockholm 1915–1920. 1920 knöts han till Vattenfallsstyrelsen som byråingenjör och blev där förste byråingenjör 1923. Han övergick 1926 till Byggnadsstyrelsen som förste byråingenjör, blev intendent 1931 och byrådirektör 1936 samt avgick 1945. Royen var därutöver förste assisten i järnbyggnadslära vid Tekniska högskolan 1915–1920, assistent i byggnadsteknik 1927 och i arkitektur 1928–1931 samt uppehåll delvis professuren i byggnadsteknik där 1931–1946. Royen utförde konstruktionerna till eller granskade konstruktionerna för ett femtiotal broar av järn, betong och sten samt för ett flertal dammanläggningar, kraftanläggningar, husbyggnader med mera. Av hans många uppdrag märks att han var sakkunnig i flera statliga utredningar, tillhörde styrelsen för Svenska betongföreningen 1925–1931 och var ledamot av svenska svetskommissionen 1935–1945 och av direktionen för Statens geotekniska institut 1944–1947. Han företog flera utländska studieresor. Royen utgav Istryck vid temperaturhöjningar (i Hansenboken, 1922) och Grafostatik (i De tekniska vetenskaperna, 1924) samt publicerade ett åttiotal uppsatser i skilda tekniska ämnen, bland annat om betong i svenska och utländska tidskrifter. Han är begravd på Solna kyrkogård.